# Самцхе-Джавахети
Самцхе-Джавахети (на грузински: სამცხე-ჯავახეთი; на арменски: Սամցխե-Ջավախք) е един от 12-те региона на Грузия. Площ 6413 km² (7-о място по големина в Грузия, 9,21% от нейната площ). Население на 1 януари 2018 г. 155 900 души (9-о място по брой на населението в Грузия, 3,92% от нейното население). Административен център град Ахалцихе. Разстояние от Тбилиси до Ахалцихе 199 km.

## Историческа справка
От 13-и до 17-и на територията на Южна Грузия е съществувало княжеството Самцхе-Саатабаго. През 13 век самцхийските еристави (князе) станали мтамарами (владетели на Грузия), а от началото на 14 век започнали да носят титлата атабаг (оттам идва и наименованието на княжеството). В пределите на княжеството влизали историческите области Самцхе, Аджара, Шавшети, Лиганисхеви, Кларджети, Артаани, Джавахети, Абоци, Кола, Спери, Басиани, Кари, Карнифори и Чанети (частично). В началото на 16 век княжеството попада под васална зависимост от Османската империя, а през 1620-те години турците напълно ликвидирали остатъците от независимостта на Самцхе-Саатабаго. През 1811 г. територията на бившето княжество влиза в пределите на Руската империя. Сега територията на областта включва историческите области Месхетия и Джавахетия.
Най-старият град в областта е Ахалкалаки основан през 1064 г. През 15 век градът е напълно разрушен от пълчищата на Тимур (Тамерлан), а през 17 век е възстановен. Град Ахалцихе е основан през 12 век, но през 15 век той също е напълно разрушен и изоставен. През 1829 г. започва изграждането на ново селище в близост до стария град и през 1840 г. новоизграденото селище официално е утвърдено за град. Останалите три града в областта са признати за такива по време на съветската власт, в периода от 1921 г. (Боржоми) до 1983 г. (Ниноцминда).

## Географска характеристика
Самцхе-Джавахети заема южната част на Грузия. На юг граничи с Армения, на югозапад – с Турция, на запад – с Аджария, на северозапад – с Гурия, на север – с Имеретия, на североизток – с Вътрешна Картли и на изток – с Долна Картли. В тези си граници заема площ от 6413 km² (7-о място по големина в Грузия, 9,21% от нейната територия).
Релефът на областта е предимно планински, като територията ѝ изцяло попада в пределите на планината Малък Кавказ. От юг на север протича участък от горното течение на река Кура, долината на която е предимно тясна с отделни по-големи или по-малки долинни разширения. На север по границата с Имеретия от запад на изток се простира Месхетския хребет (2850 m), а на югозапад, по границата с Турция – Арсиянския хребет. В източната част по паралела е разположен западният участък на Триалетския хребет (2850 m). Южно от него се издига Джавахетската планинска земя (част от Грузинската планинска земя). Тя се състои от два меридионални хребета – Самсарски (връх Диди-Абули 3300 m 41°26′13″ с. ш. 43°38′46″ и. д. / 41.436944° с. ш. 43.646111° и. д.) на северозапад и Джавахетски (3196 m) на югоизток и платата Цалкинско, Гомаретско, Дманиско и Ахалкалакско с височини 1200 – 1700 m. Джавахетската планинската земя е изградена от андезито-базалтови и трахитови лави. В котловините между хребетите и платата са разположени няколко езера с тектонски или вулканичен произход (Паравани, Табацкури, Мадатапа и др.). Обрасло е с планински степи и субалпийски пасища.
Главна историческа забележителност в района са пещерните манастири Вардзия (основани от царица Тамара в 1185) и Ванис Квабеби (VIII век). В областта се намира курортът Боржоми със световноизвестната си минерална вода.

## Население
Към 1 януари 2018 г. населението на областта Самцхе-Джавахети е наброявало 155 900 души (9-о място по брой на населението в Грузия, 3,92% от нейното население). Плътност 24,31души/km². Етнически състав: арменци 50,5%, грузинци 48,3%, руснаци 0,4%, гърци 0,3%, осетинци 0,2% и др..
Във верско отношение жителите на областта се определят като принадлежащи към: Грузинска православна църква (45,24 %), Арменска апостолическа църква (39,95 %), Католицизъм (9,36 %), Ислям (3,78 %).

## Административно-териториално деление
В административно-териториално отношение регионът Самцхе-Джавахети се дели на 6 административни района (общини), 5 града, всичките с регионално подчинение и 7 селища от градски тип.
| Административна единица        | Площ (km²) | Население (2018 г.) | Административен център | Население (2018 г.) | Разстояние до Ахалцихе (в km) | Други градове и сгт с районно подчинение          |
| ------------------------------ | ---------- | ------------------- | ---------------------- | ------------------- | ----------------------------- | ------------------------------------------------- |
| Административен район (община) |            |                     |                        |                     |                               |                                                   |
| 1. Адигенски                   | 800        | 16 305              | сгт Адигени            | 783                 | 33                            | Абастумани                                        |
| 2. Аспиндски                   | 825        | 10 531              | сгт Аспиндза           | 2379                | 36                            |                                                   |
| 3. Ахалкалакски                | 1235       | 45 070              | гр. Ахалкалаки         | 8295                | 75                            |                                                   |
| 4. Ахалцихски                  | 1010       | 39 375              | гр. Ахалцихе           | 17 903              | -                             | гр. Вале                                          |
| 5. Боржомски                   | 1189       | 25 214              | гр. Боржоми            | 10 546              | 49                            | Ахалдаба, Бакуриани, Бакуриански Андезит, Цагвери |
| 6. Ниноцминдски                | 1353       | 21 503              | гр. Ниноцминда         | 5144                | 94                            |                                                   |

През областта преминават нефтопровода Баку – Тбилиси – Джейхан и Южнокавказският газопровод.